# Трапаидзе, Алфесий Семёнович
Алфесий Семёнович Трапаидзе (1904 год, Озургети, Гурийский уезд, Кутаисская губерния, Российская империя — дата смерти неизвестна, село Озургети, Грузинская ССР) — директор Урекского совхоза Министерства сельcкого хозяйства СССР, Махарадзевский район, Грузинская ССР. Герой Социалистического Труда (1949).

## Биография
Родился в 1904 году в Озургети Гурийского уезда. Старший брат Владимира Семёновича Трапаидзе. Окончил сельскохозяйственный институт, трудился на различных хозяйственных и административных должностях в сельском хозяйстве Махарадзевского района. В 1939 году вступил в ВКП(б). В июле 1941 года призван в Красную Армию по мобилизации. В первые годы Великой Отечественной войны служил в звании майора интендантской службы на командных должностях тыла, потом — помощником командира 1388-го зенитно-артиллерийского Краснознамённого полка по снабжению 262-й стрелковой дивизии.
В ноябре 1946 года демобилизовался и возвратился в Грузию. В первые послевоенные годы был назначен директором Урекского совхоза Мазарадзевского района (сегодня — Озургетский муниципалитет) с центром в селе Уреки.
За короткое время вывел совхоз в число передовых сельскохозяйственных предприятий Махарадзевского района. В 1948 году совхоз сдал государству в среднем с каждого дерева по 873 мандарин с 11491 плодоносящих мандариновых деревьев. Указом Президиума Верховного Совета СССР от 5 июля 1949 года удостоена звания Героя Социалистического Труда за «получение высоких урожаев сортового зелёного чайного листа и цитрусовых плодов в 1948 году» с вручением ордена Ленина и золотой медали «Серп и Молот».
Этим же Указом званием Героя Социалистического Труда были награждены главный агроном Вениамин Ивлианович Тодрия, заведующий отделением Илья Васильевич Маглакелидзе, бригадир Фёдор Григорьевич Анчербак, рабочие Ольга Егоровна Милаева, Кирилл Семёнович Мазурик, Ольга Кирилловна Мазурик, Меланья Артёмовна Радченко, Зинаида Васильевна Ряшенцева, Мария Яковлевна Колыбельникова, Ольга Фёдоровна Пашкова.
После выхода на пенсию проживал в Озургети. Дата смерти не установлена.
Награды
- Герой Социалистического Труда
- Орден Ленина
- Орден Красной Звезды (09.10.1944)
- Орден Отечественной войны 2 степени (25.04.1945)